# NGC 964
NGC 964 est une vaste galaxie spirale située dans la constellation du Fourneau. NGC 964 a été découverte par l'astronome britannique John Herschel en 1834. Cette galaxie a aussi été observée par l'astronome américain Lewis Swift le 22 décembre 1897 et elle a été ajoutée à l'Index Catalogue sous la cote IC 1814.

## Caractéristiques
Sa vitesse par rapport au fond diffus cosmologique est de 4 607 ± 17 km/s, ce qui correspond à une distance de Hubble de 68,0 ± 4,8 Mpc (∼222 millions d'al).
À ce jour, quatre mesures non basées sur le décalage vers le rouge (redshift) donnent une distance de 62,200 ± 2,688 Mpc (∼203 millions d'al), ce qui est à l'intérieur des valeurs de la distance de Hubble. Notons cependant que c'est avec la valeur moyenne des mesures indépendantes, lorsqu'elles existent, que la base de données NASA/IPAC calcule le diamètre d'une galaxie et qu'en conséquence le diamètre de NGC 964 pourrait être d'environ 65,0 kpc (∼212 000 al) si on utilisait la distance de Hubble pour le calculer.
La classe de luminosité de NGC 964 est I-II et elle présente une large raie HI.